# Kanton Plateau d’Hauteville
Der Kanton Plateau d’Hauteville ist ein französischer Wahlkreis im Département Ain in der Region Auvergne-Rhône-Alpes. Er umfasst 26 Gemeinden in den Arrondissements Belley und Nantua, sein Bureau centralisateur ist in Plateau d’Hauteville. Im Rahmen der landesweiten Neuordnung der französischen Kantone wurde er im Frühjahr 2015 erheblich erweitert.
Gemäß dem Dekret vom 24. Februar 2021 wurde der ehemalige Name des Wahlkreises „Hauteville-Lompne“ auf den aktuellen Namen geändert.

## Gemeinden
Der Kanton besteht aus 26 Gemeinden mit insgesamt 22.039 Einwohnern (Stand: 1. Januar 2022) auf einer Gesamtfläche von 633,44 km²:
| Gemeinde                    | Einwohner 1. Januar 2022 | Fläche km² | Dichte Einw./km² | Code INSEE | Postleitzahl | Arrondissement |
| --------------------------- | ------------------------ | ---------- | ---------------- | ---------- | ------------ | -------------- |
| Anglefort                   | 1.150                    | 29,26      | 39               | 01010      | 01350        | Belley         |
| Aranc                       | 329                      | 21,65      | 15               | 01012      | 01110        | Belley         |
| Armix                       | 25                       | 6,82       | 4                | 01019      | 01510        | Belley         |
| Artemare                    | 1.141                    | 3,75       | 304              | 01022      | 01510        | Belley         |
| Arvière-en-Valromey         | 715                      | 40,99      | 17               | 01453      | 01260, 01510 | Belley         |
| Brénod                      | 547                      | 23,79      | 23               | 01060      | 01110        | Nantua         |
| Chaley                      | 127                      | 4,60       | 28               | 01076      | 01230        | Belley         |
| Champagne-en-Valromey       | 826                      | 18,16      | 45               | 01079      | 01260        | Belley         |
| Champdor-Corcelles          | 655                      | 31,53      | 21               | 01080      | 01110        | Belley         |
| Chevillard                  | 149                      | 6,67       | 22               | 01101      | 01430        | Nantua         |
| Condamine                   | 477                      | 4,64       | 103              | 01112      | 01430        | Nantua         |
| Corbonod                    | 1.315                    | 31,59      | 42               | 01118      | 01420        | Belley         |
| Corlier                     | 116                      | 5,45       | 21               | 01121      | 01110        | Belley         |
| Culoz-Béon                  | 3.416                    | 29,66      | 115              | 01138      | 01350        | Belley         |
| Évosges                     | 143                      | 12,08      | 12               | 01155      | 01230        | Belley         |
| Haut Valromey               | 777                      | 121,88     | 6                | 01187      | 01260        | Belley         |
| Izenave                     | 159                      | 13,04      | 12               | 01191      | 01430        | Nantua         |
| Lantenay                    | 265                      | 6,59       | 40               | 01206      | 01430        | Nantua         |
| Outriaz                     | 258                      | 5,91       | 44               | 01282      | 01430        | Nantua         |
| Plateau d’Hauteville        | 4.790                    | 106,11     | 45               | 01185      | 01110        | Belley         |
| Prémillieu                  | 47                       | 8,51       | 6                | 01311      | 01110        | Belley         |
| Seyssel                     | 997                      | 2,40       | 415              | 01407      | 01420        | Belley         |
| Talissieu                   | 514                      | 4,80       | 107              | 01415      | 01510        | Belley         |
| Tenay                       | 1.024                    | 13,12      | 78               | 01416      | 01230        | Belley         |
| Valromey-sur-Séran          | 1.350                    | 56,71      | 24               | 01036      | 01260        | Belley         |
| Vieu-d’Izenave              | 727                      | 23,73      | 31               | 01441      | 01430        | Nantua         |
| Kanton Plateau d’Hauteville | 22.039                   | 633,44     | 35               | 0110       | –            | –              |

Bis zur Neuordnung bestand der Kanton aus den sechs Gemeinden Aranc, Corlier, Cormaranche-en-Bugey, Hauteville-Lompnes, Prémillieu und Thézillieu. Sein Zuschnitt entsprach einer Fläche von 131,12 km2. Er besaß vor 2015 den INSEE-Code 0115.

## Veränderungen im Gemeindebestand seit 2016
2025:
- Fusion Haut Valromey, Ruffieu → Haut Valromey

2023:
- Fusion Béon, Culoz → Culoz-Béon

2019:
- Fusion Brénaz, Chavornay, Lochieu und Virieu-le-Petit → Arvière-en-Valromey
- Fusion Cormaranche-en-Bugey, Hauteville-Lompnes, Hostiaz und Thézillieu → Plateau d’Hauteville
- Fusion Belmont-Luthézieu, Lompnieu, Sutrieu, Vieu → Valromey-sur-Séran

2016: 
- Fusion Champdor und Corcelles → Champdor-Corcelles
- Fusion Hotonnes, Le Grand-Abergement, Le Petit-Abergement und Songieu → Haut Valromey

## Einwohnerzahlen
| Bevölkerungsentwicklung | Bevölkerungsentwicklung |
| Jahr                    | Einwohner               |
| ----------------------- | ----------------------- |
| 1962                    | 4766                    |
| 1968                    | 5116                    |
| 1975                    | 5221                    |
| 1982                    | 4860                    |
| 1990                    | 5303                    |
| 1999                    | 5068                    |
| 2006                    | 5698                    |
| 2013                    | 22.124                  |
| 2020                    | 21.993                  |

## Politik
| Vertreter im conseil général des Départements | Vertreter im conseil général des Départements | Vertreter im conseil général des Départements |
| Amtszeit                                      | Name                                          | Partei                                        |
| --------------------------------------------- | --------------------------------------------- | --------------------------------------------- |
| 1998–2004                                     | Philippe Virard                               | MDC                                           |
| 2004–2015                                     | Jacques Rabut                                 | DVG                                           |
| 2015–                                         | Philippe Emin Annie Meuriau                   | UD                                            |